# Pfarrkirche St. Michael im Lungau

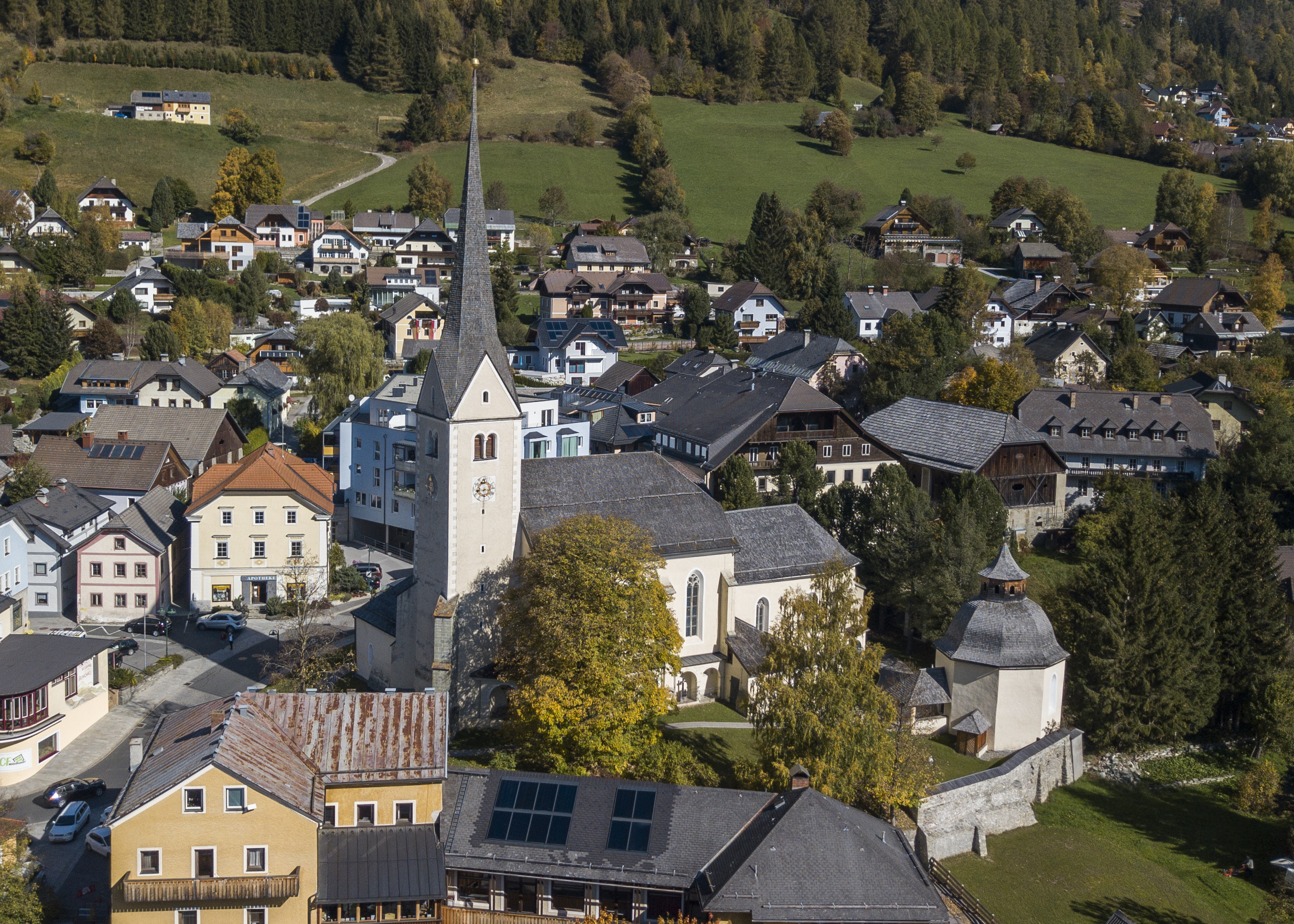
Katholische Pfarrkirche St. Michael im Lungau

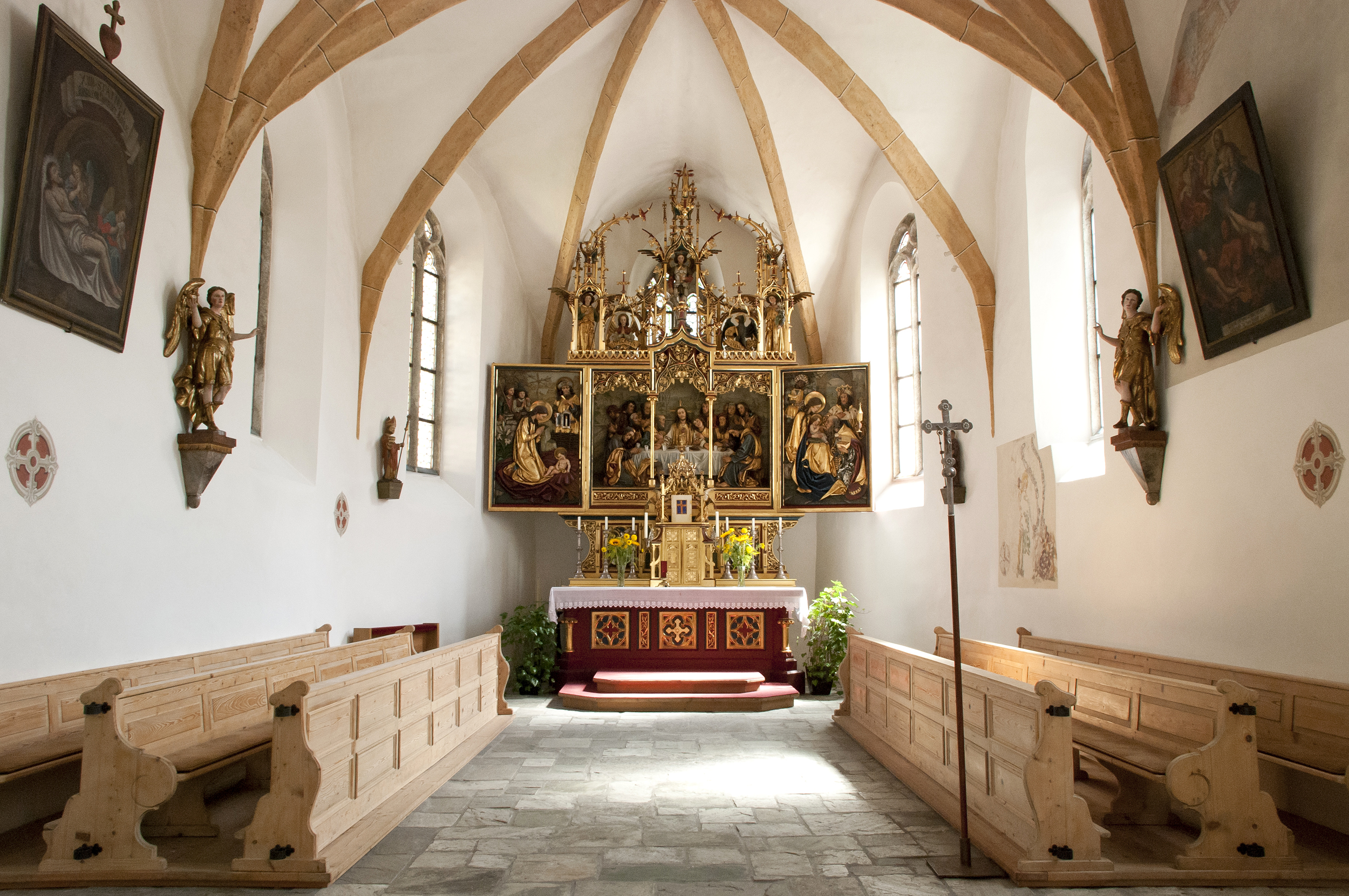
Langhaus, Blick zum Hauptchor

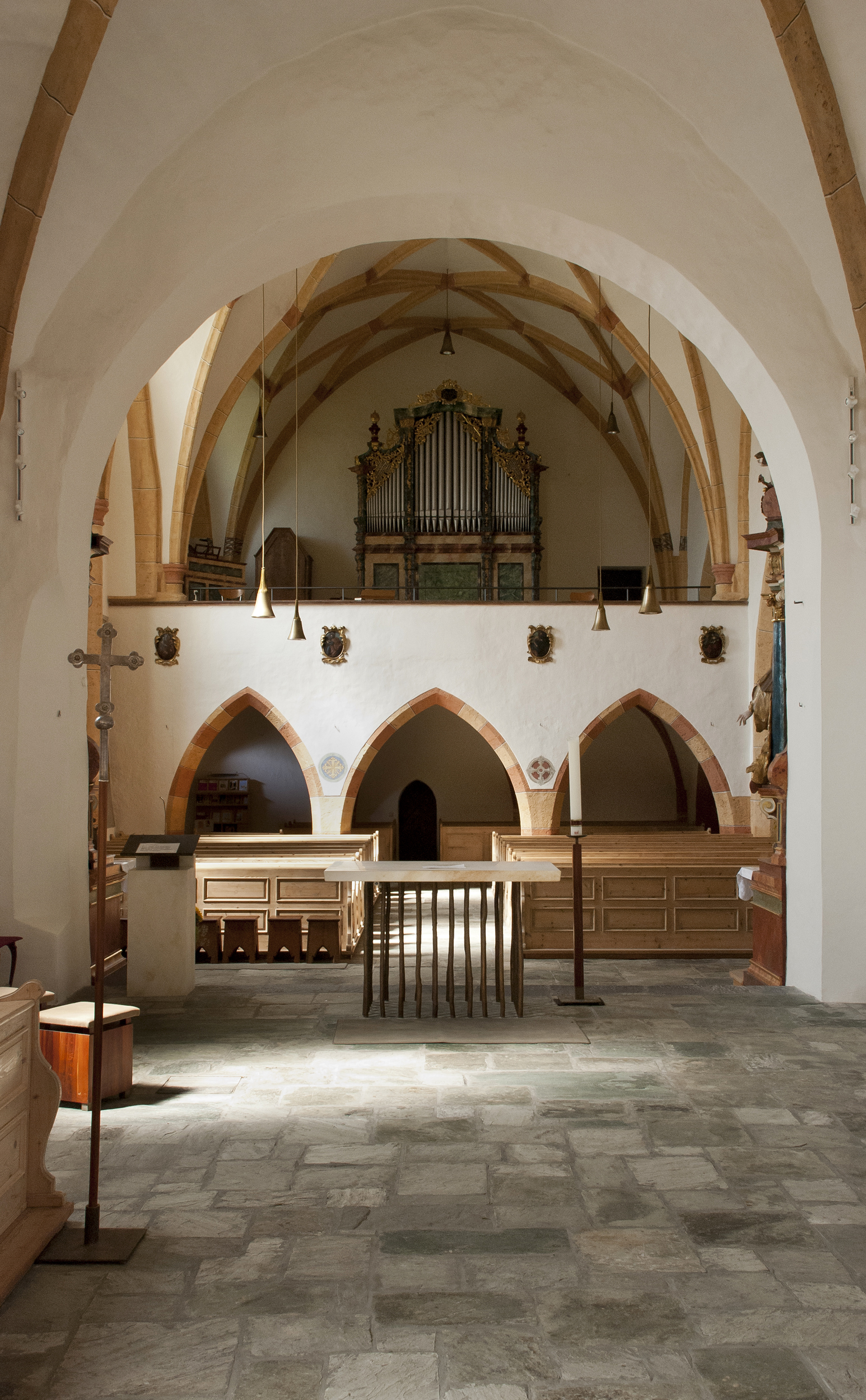
Hauptchor, Blick zur Empore

Die römisch-katholische Pfarrkirche St. Michael im Lungau steht erhöht in der Ortsmitte der Marktgemeinde St. Michael im Lungau im Bezirk Tamsweg im Land Salzburg. Die dem Patrozinium Erzengel Michael unterstellte Pfarrkirche gehört zum Dekanat Tamsweg in der Erzdiözese Salzburg. Die Kirche steht unter Denkmalschutz (Listeneintrag).

## Geschichte
Urkundlich wurde 1147 eine Kirche genannt. 1513 wurde die Kirche neu geweiht. Ab 1617 wurde die Kirche barockisiert. Nach einem Brand wurde 1677 der Turm erneuert. 1869, 1908 und 1946 erfolgten Renovierungen. Die Kirche wurde 1949 und 1978/1979 innen restauriert.

## Architektur
Die im Kern im Mauerwerk romanische, mit Umbauten früh- und spätgotische Kirche, hat ein zweischiffiges Langhaus, einen Chor und eine mit einem Durchgangsraum verbundene nördliche nebenchorartige Kapelle als Nothelferkapelle und einen Westturm.
Das Kirchenäußere zeigt ein Langhaus mit einem Sockel und einem gekehlten Dachgesims unter einem östlich abgewalmten Satteldach, im Süden und Norden gibt es gotische zweifach abgestufte Strebepfeiler und Spitzbogenfenster mit einem Maßwerk von 1908. Südlich befindet sich im ersten Joch des Langhauses ein mit Wulst mehrfach profiliertes spätgotisches Spitzbogenportal, darüber ist ein römisches Grabmedaillon mit der Darstellung eines Ehepaares mit Tochter vermauert. Es gibt einen Vorbau mit einem Dreieckgiebel und einer spätgotischen profilierten gekehlten Spitzbogenöffnung, innen mit einem Kreuzrippengewölbe über kleinen Konsolen und einem runden Schlussstein. Der eingezogene gegenüber dem Langhaus niedrigere Chor hat einen Dreiseitschluss und Spitzbogenfenster mit Maßwerk von 1908 sowie zweifach abgestufte Strebepfeiler. Nördlich des Chores befindet sich ein frühgotischer Zwischenbau mit einem Rechteckfenster als Verbindungsraum zur parallel zum Chor stehenden frühgotischen Kapelle mit einem Dreiseitschluss, zweifach abgestuften Strebepfeilern und Rundbogenfenstern. An der südlichen Chorseite steht ein spätgotischer Sakristeianbau mit Rechteckfenstern. Der Westfront ist mittig zum Langhaus ein gotischer Turm vorgestellt, nach 1677 erneuert, er hat westlich zwei übereck gestellte mächtige gestufte Strebepfeiler und einen flachbogigen Eingang mit einer Eisenplattentür, der Turm hat südlich Luken, das Glockengeschoß hat Biforenschallfenster mit Doppelsäulen, er trägt über einem Hochkehlgesims Dreieckgiebel mit kleinen Rundbogenöffnungen einen geschindelten Spitzhelm.
Das Kircheninnere zeigt sich mit westlichem Turmzugang als Spitzbogenportal mit einem tonnengewölbten Turmerdgeschoß und einem zweischiffigen dreijochigen Langhaus vor 1513. Das Hauptschiff hat ein spätgotisches Netzrippengewölbe auf Runddiensten auf vorgelagerten Pfeilern und östlich auf Konsolen. Die dreiachsige zweigeschoßige spätgotische Westempore ist kreuzrippenunterwölbt und zum Schiff mit abgefasten Spitzbögen geöffnet. Der eingezogene Triumphbogen ist rundbogig. Der mit zwei Stufen erhöhte einjochige Chor hat einen Fünfachtelschluss mit einem frühgotischen Kreuzrippengewölbe mit runden Schlusssteinen, links ist der Chor mit einem Rundbogen zum tonnengewölbten Durchgangsraum geöffnet. Die nördliche Kapelle ist nur gering zum nördlichen Seitenschiff geöffnet, die Öffnungen zum Durchgangsraum und weiter zum Chor sind größer. Rechts im Chor befindet sich der Sakristeizugang mit einer Eisenplattentür, darüber befindet sich ein romanisches vermauertes Fenster. Am Hauptschiff schließt sich ein nördliches spätgotisches Seitenschiff an, durch weite abgefaste Spitzbogenarkaden geöffnet, unter einem spätgotischen Sternrippengewölbe mit Kreuzsternfigurationen auf Runddiensten und runden Schlusssteinen. Im Westen des Nordschiffes befindet sich eine vermauerte Empore auf zwei abgefasten Spitzbögen mit einem Aufgang und einem Zugang zur Krippenkapelle als zweijochiger Raum unter einem Kreuzgratgewölbe mit einem spitzbogigen Gurtbogen. Vom Nordschiff führt eine kleine Spitzbogenöffnung zur östlichen einjochigen Nothelferkapelle mit einem Fünfachtelschluss und einem Kreuzrippengewölbe mit runden Schlusssteinen.
Die Wandmalereien zeigen an der südlichen Chorwand in drei übereinanderliegenden Reihen aus dem 13. Jahrhundert oben zwei Erzengel, die mit Gabeln Dämonen in drei Kesseln niederhalten, in der mittleren Reihe Kaiser Heinrich II. neben seiner Gemahlin Kunigunde und den Paradiesbaum. Es gibt romanische Rundbogenfenster mit freskierte Laibung, links hl. Ulrich, rechts hl. Leonhard, beide als Bischöfe. Die untere Reihe zeigt den Kopf eines Mannes. Weiter östlich im Chor befindet sich ein gotisches Fresko aus dem vierten Viertel des 14. Jahrhunderts mit einer Szene aus der Dorotheenlegende mit einer Stifterfigur. An der südlichen Langhauswand gibt es die Malerei der Heiligen Elisabeth und Agnes mit Jesuskind aus dem zweiten Viertel des 15. Jahrhunderts. Sowie rechts die Darstellung der Höllenstrafen der Sieben Todsünden mit Spruchbändern aus der ersten Hälfte des 17. Jahrhunderts.

## Einrichtung
Der Hochaltar ist ein neugotischer Flügelaltar, er nennt 1908 links den Bildhauer Josef Bachlechner, den Altarbauer Vinzenz Pezzei und den Fassmaler und Vergolder Andreas Doser. Der Mittelschrein trägt das Relief Letztes Abendmahl und links Geburt Christi und rechts Anbetung der Könige, an den Außenflügeln ein Gemälde Ölberg. Im Gesprenge drei Erzengel, im Auszug und neben dem Tabernakel Evangelistensymbole.
Die Seitenaltäre entstanden 1731 und tragen Figuren von Josef Andrä Eisl und Paul Mödlhammer. Der linke Seitenaltar trägt die barocken Figuren der Heiligen Maria mit Kind, Dominikus und Katharina von Siena, darüber zwei Engel und zeigt auf der Mensa das Standbild Ecce Homo als Heilighauptbild der Stadtpfarrkirche Klagenfurt. Der rechte Seitenaltar trägt die barocken Figuren hl. Antonius von Padua auf Wolken und seitlich die Heiligen Franziskus und Johannes Nepomuk, darüber Engel und im Aufsatz Immaculata.
Ein Altar an der östlichen Seitenschiffwand ist ein ehemaliger Barbaraaltar, er hat einen Aufbau aus gedrehten Säulen um 1700, er trägt Skulpturen vom ehemaligen barocken Hochaltar der Pfarrkirche, in der Mittelnische die Figur Mariä Krönung von Paul Mödlhammer, im Aufsatz die Figur hl. Rupert von Hubert Spannring 1946 (?), am Volutengiebel Engel.
Der Altar in der Nothelferkapelle entstand in der Mitte des 18. Jahrhunderts, er hat einen Dreisäulenaufbau mit einem profilierten Gesims und einem gesprengten Giebel, auf der Mensa befindet sich eine Pietà aus dem ersten Viertel des 16. Jahrhunderts, er zeigt das Altarblatt Vierzehn Nothelfer von P. P. Seidling 1708 und das Oberbild Immaculata und trägt barocke Figuren, seitliche die Heiligen Nikolaus und Martin, im Aufsatz die Heiligen Johannes der Täufer und Johannes Evangelist.
Im zweiten Emporengeschoß steht eine Orgel aus 1754, das Werk baute Albert Mauracher 1909.

## Grabdenkmäler
- In der nördlichen Vorhalle links ein Wappengrabstein aus rotem Marmor 1389 und ein Grabstein zu Marx Genspruner 1542 und rechts zu Balthasar Heis 1544.
- Außen vermauert ein Römerstein mit drei Halbporträtbüsten.
- Außen in der südwestlichen Langhausecke befindet sich ein frühmittelalterlicher Grabstein als ältester christlicher Grabstein im Land Salzburg.